# سوئد (آرکانزاس)
سوئد (به انگلیسی: Sweden) یک منطقهٔ مسکونی در ایالات متحده آمریکا است که در شهرستان جفرسون، آرکانزاس واقع شده‌است. سوئد ۵۷٫۹۱ متر بالاتر از سطح دریا قرار دارد.